# CFO 1–54
Die Lokomotiven 1–10, 11–54 und 291–300 der Compagnie des Chemins de fer Orientaux (CFO, deutsch Orientbahn) waren größtenteils baugleiche laufachslose C-Kuppler welche zwischen 1871 und 1875 an die CFO geliefert wurden.

## Geschichte

### CFO 1–10
Die Lokomotiven 1–10 wurden 1871 von der Lokomotivfabrik Wiener Neustadt geliefert. Sie entsprachen den damals weitverbreiteten, für viele Eisenbahnen in Österreich-Ungarn typischen laufachslosen Dreikupplern, ähnlich den Reihen SB alt 23 oder kkStB 50.

### CFO 11–54
Die Lokomotiven 11–54 wurden zwischen 1871 und 1875 von Hanomag an die CFO geliefert, sie waren weitgehend identisch mit den in Wiener Neustadt gebauten Lokomotiven. Bei der Verstaatlichung der CFO kamen 1937 noch acht Lokomotiven zur TCDD, die sie als 33.501–508 einreihte. Bei der TCDD wurden sie vorwiegend als Rangierlokomotiven eingesetzt. Sie verfügten über einen Außenrahmen, Hallsche Kurbeln und eine Innensteuerung.
Sie wurden über 100 Jahre eingesetzt, die letzten Exemplare standen bis etwa 1973 im europäischen Teil der Türkei in Uzunköprü, Çerkezköy und Halkalı im Rangierdienst. Die 33.508 wurde nach der Ausmusterung vor dem ehemaligen Ausbesserungswerk in Sivas als Denkmallok aufgestellt.

### CFO 291–300
Die Lokomotiven 291–300 waren baugleich mit den Lokomotiven 11–54 und wurden zwischen 1871 und 1875 von Hanomag geliefert. Die getrennte Nummerierung erfolgte wahrscheinlich für einen Einsatz auf der Bahnstrecke Russe–Varna.
1929 kamen die zwei Lokomotiven 291 und 300 zur Compagnie de Chemin de fer Franco-Hellenique (CFFH), bei der sie die CFO-Nummer behielten. Als diese 1955 verstaatlicht wurde, reihte die Griechische Staatsbahn (SEK) sie als Baureihe Δβ (Delta-beta) mit den Nummern 61 und 62 in Zweitbesetzung ein. Nach anderen Quellen war die Nummer 291 damals schon ausgemustert und nur die Nummer 300 wurde unter Beibehaltung der Ordnungsnummer als Reihe Δγ (Delta-gamma) übernommen.